# Maroni (fluviu)

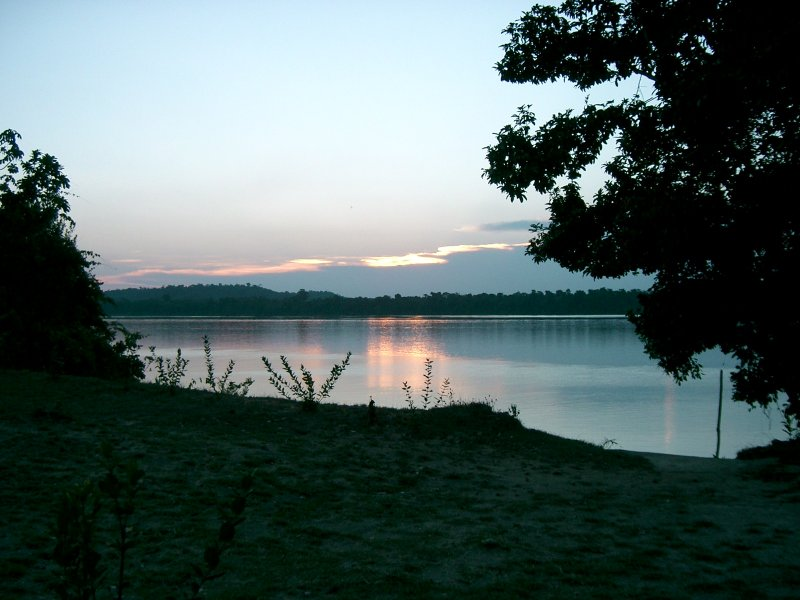
Fluviul Maroni

Fluviul Maroni sau Marwina-liba se află situat în America de Sud și formează graniță naturală între Guiana franceză și Surinam.  
El are suprafața bazinului hidrografic de 68.700 km², un debit între 95 m³/s - 6650 m³/s și o lungime de 110 km. Localitatea mai importantă traversată de Maroni este Albina.
Fluviul este dificil de navigat deoarece are porțiuni cu un curs repede, presărat la vărsare cu bancuri de nisip. La gura lui de vărsare, pe malul vestic ce aparține de Surinamului, se află două rezervații naturale distinate cuibăritului păsărilor. Prin anii 1860 au existat conflicte de graniță între administrația franceză și cea olandeză, conflictul fiind aplanat de Alexandru al III-lea al Rusiei.